# 滨海普朗
滨海普朗（法語：Poullan-sur-Mer，法語發音：[pulɑ̃ syʁ mɛʁ]）是法国菲尼斯泰尔省的一个市镇，属于坎佩尔区。

## 地理
滨海普朗（48°4'51"N, 4°24'48"W）面积30.35 平方千米，位于法国布列塔尼大區菲尼斯泰尔省，该省份为法国最西部的省份，位于布列塔尼半岛西部，北西南三面环大西洋，东临阿摩尔滨海省和莫尔比昂省。
与滨海普朗接壤的市镇（或旧市镇、城区）包括：伯泽克卡普锡赞、杜瓦讷内、马阿隆、孔福尔梅拉尔、普尔代加特。

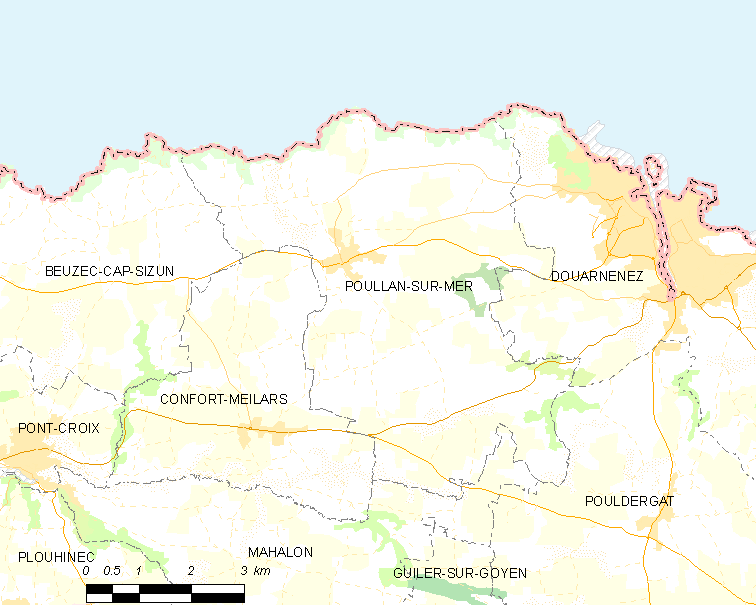
滨海普朗的OSM定位图

滨海普朗的时区为UTC+01:00、UTC+02:00（夏令时）。

## 行政
滨海普朗的邮政编码为29100，INSEE市镇编码为29226。

## 政治
滨海普朗所属的省级选区为杜瓦讷内县。

## 人口

1962-2008年间滨海普朗人口变化图示

滨海普朗于2022年1月1日时的人口数量为1460人。